# Gustav Nilsson (friidrottare)
Gustaf (Gustav) Teodor Nilsson, född 15 januari 1903 i Sankt Nikolai församling, Stockholm, död 26 juli 1978 i Skarpnäcks församling, var en svensk typograf och friidrottare (tresteg). Han var bror till idrottaren Axel Nilsson.
Nilsson vann SM-guld i tresteg 1926 och 1927. Han tävlade för Linnéa. Han är gravsatt i Skogskyrkogårdens minneslund.